# Caius Claudius Marcellus (préteur en -80)
Pour les articles homonymes, voir Claudius Marcellus.
Caius Claudius Marcellus est un homme politique romain ayant vécu à la fin de la République romaine, né vers 125 av. J.-C. et mort avant 44 av. J.-C. Il appartenait à la gens Claudia. Il est le père de Caius Claudius Marcellus, consul en 50 av. J.-C.,.

## Biographie

### Famille
Caius Claudius Marcellus est le frère de Marcus Claudius Marcellus et l'oncle de Marcus Claudius Marcellus et Caius Claudius Marcellus.
Comme le reste de sa famille, il est le descendant de Marcus Claudius Marcellus, héros de la deuxième guerre punique et conquérant de Syracuse.
A la fin du IIe siècle av. J.-C. il épouse une femme prénommée Iunia. Elle donne naissance à un fils, Caius Claudius Marcellus qui exercera le consulat en 50 av. J.-C.,.

### Carrière
Il est possible qu'il ait été questeur en 87 av. J.-C. puis proquesteur en Macédoine, comme semblerait l'indiquer une inscription retrouvée à Samothrace.
Il est devenu préteur en 80 av. J.-C. puis propréteur de Sicile en 79 av. J.-C., à moins qu'il n'ait été envoyé dans sa province l'année même de sa préture, comme c'est parfois le cas, il aurait alors été préteur en 79 av. J.-C.
Son mandat en Sicile semble avoir été apprécié de la population locale, qui lui offre des honneurs équivalents à son ascendance tels que des statues et l'instauration de festivités en son honneur, les Marcellia,.
En 70 av. J.-C., Cicéron, qui est l'un de ses amis, le cite parmi les juges lors du procès de l'ancien gouverneur de Sicile, Verrès.
Caius Claudius Marcellus a également fait partie du collège des augures, aux côtés de Cicéron, au moins à partir de 50 av. J.-C.,,. Il a écrit un ouvrage sur la lecture des auspices qui n'a pas été conservé.
Il est mort avant que Cicéron n'écrive son De divinatione, en 44 av. J.-C..